# Carmelo Simeone
Carmelo Simeone (22 de setembro de 1933 — 11 de outubro de 2014) foi um futebolista argentino.
Defendeu os clubes Vélez Sarsfield, Boca Juniors e Seleção Argentina, que competiu na Copa do Mundo FIFA de 1966.
Ficou célebre quando em 4 de outubro de 1964, numa partida entre Boca e Estudiantes, um chute seu fez com que a bola saísse do estádio La Bombonera. Não possui qualquer parentesco com ex-futebolista e treinador Diego Simeone.

## Carreira
Saindo das divisões de base do Velez Sarsfield, ele chegou ao Boca Juniors em 1962, mesmo ano em que se tornou campeão da Primeira Divisão. Esse não foi o único título que ele conseguiria com a instituição xeneize, ele também conquistou os Campeonatos de 1964 e 1965.
Ele se destacou por sua dedicação e por ser um forte defensor, mas ele tinha pouca técnica. Apesar de não ser um jogador muito elegante, ele conseguiu ganhar o respeito pelo viés "xeneize" e é considerado um dos melhores defensores do clube nos anos 60.
Simeone representou a Seleção Argentina na vitoriosa campanha da Copa América em 1959[carece de fontes?] e na Copa do Mundo de 1966; no total, ele fez 22 jogos entre 1959 e 1966.
Ele faleceu em 2014 aos 80 anos de idade.

## Títulos
Boca Juniors
- Campeonato Argentino: 1962, 1964, 1965

Seleção Argentina
- Copa América: 1959
- Taça das Nações: 1964